# Alighiero Noschese
Alighiero Noschese (Nápoles, 25 de noviembre de 1932 - Roma, 3 de diciembre de 1979) fue un presentador, imitador y actor italiano.

## Biografía

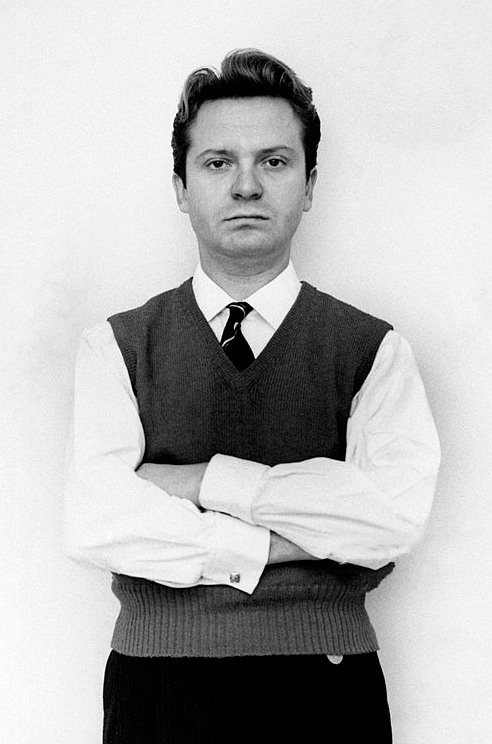
Alighiero Noschese en 1962.

Hijo del agente de aduanas Alberto Noschese y de la profesora Camilla Franceschelli, ambos procedentes de San Giorgio a Cremano, nació en el barrio napolitano de Vomero; tenía antepasados polacos y una abuela alemana. Pasó toda su adolescencia en Nápoles, donde asistió al Instituto Pontano cursando estudios clásicos. Luego se matriculó en la Facultad de Derecho de la Universidad de Nápoles Federico II, siendo estudiante del futuro Presidente de la República Italiana Giovanni Leone, cuya voz solía imitar; según una anécdota, hizo dos exámenes también imitando las voces de Totò y Amedeo Nazzari. Políticamente de izquierdas, fue el secretario de la Federación Juvenil Comunista Italiana de Nápoles. Posteriormente se alejó del Partido Comunista Italiano para adherirse al Partido Socialista Democrático Italiano.
Después de un intento fallido de trabajar como periodista, debutó para la radio italiana como imitador y actor. También trabajó en la compañía de teatro de Riccardo Billi y Mario Riva y la de Tino Scotti y Nuto Navarrini. Después de varias apariciones teatrales, se hizo popular con el programa de televisión Doppia coppia (1969), donde, por primera vez en la televisión italiana, se permitió a un actor parodiar a los políticos. Desde ese momento presentó varios programas de éxito, como Canzonissima, Formula due y Ma che sera. Además, fue actor de cine y televisión, actuando en varias comedias italianas.
Noschese tenía una capacidad excepcional para imitar no solo la voz de los personajes, sino también sus características físicas y actitudes. A lo largo de su carrera, llegó a imitar un total de 1.156 voces.

Un mural dedicado a Noschese y a Massimo Troisi en San Giorgio a Cremano (Nápoles).

El 3 de diciembre de 1979, en el apogeo de su carrera, Noschese se suicidó a los 47 años con un tiro de pistola en el parque de una clínica privada de Roma, donde estaba bajo cuidado por depresión. Está enterrado en el cementerio de San Giorgio a Cremano.

## Distinciones honoríficas
- Gran Oficial de la Orden al Mérito de la República Italiana (1974).[10]

## Programas de televisión
- Alta fedeltà (1962)
- Cantatutto (Programma Nazionale, 1964)
- Processo a Noschese (1965)
- Doppia coppia (Programma Nazionale, 1969-1970)
- Canzonissima (Programma Nazionale, 1970-1972)
- Formula due (Programma Nazionale, 1973-1974)
- Ma che sera (Rete 1, 1978)

Desde 1959 a 1973, también participó en algunas series de sketches del programa de anuncios Carosello.

## Programas de radio
- Caccia al tesoro (1953)
- Il coccodrillo
- Rodeo
- Rosso e nero (1955-56)
- Il motivo senza maschera (1956)
- La grande Caterina
- Lo schiacciavoci de Antonio Amurri (1965)
- Batto quattro (1968)
- Gran varietà (1973)
- Più di così... (1976-1977)

## Filmografía

### Cine
- I due della legione, de Lucio Fulci (1962)
- Scanzonatissimo, de Dino Verde (1963)
- Obiettivo ragazze, de Mario Mattoli (1963)
- James Tont operazione U.N.O., de Bruno Corbucci y Giovanni Grimaldi (1965)
- James Tont operazione D.U.E., de Bruno Corbucci y Giovanni Grimaldi (1965)
- Mercanti di vergini, de Renato Dall'Ara (1969)
- Io non scappo... fuggo, de Franco Prosperi (1970)
- Io non vedo, tu non parli, lui non sente, de Mario Camerini (1971)

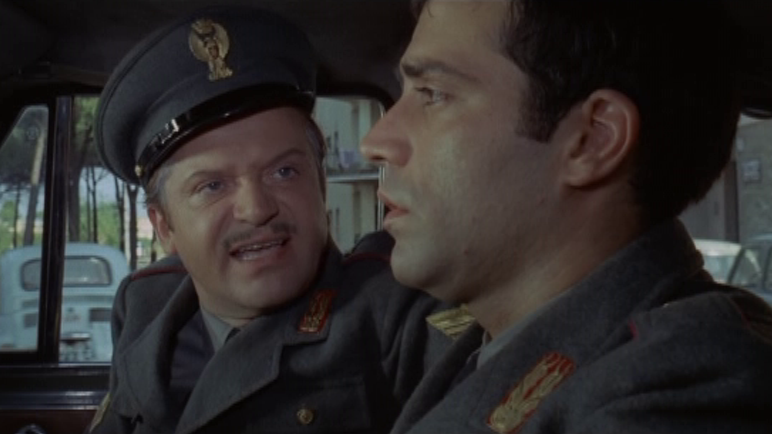
Noschese (a la izquierda) junto a Enrico Montesano en Io non spezzo... rompo (1971).

- Io non spezzo... rompo, de Bruno Corbucci (1971)

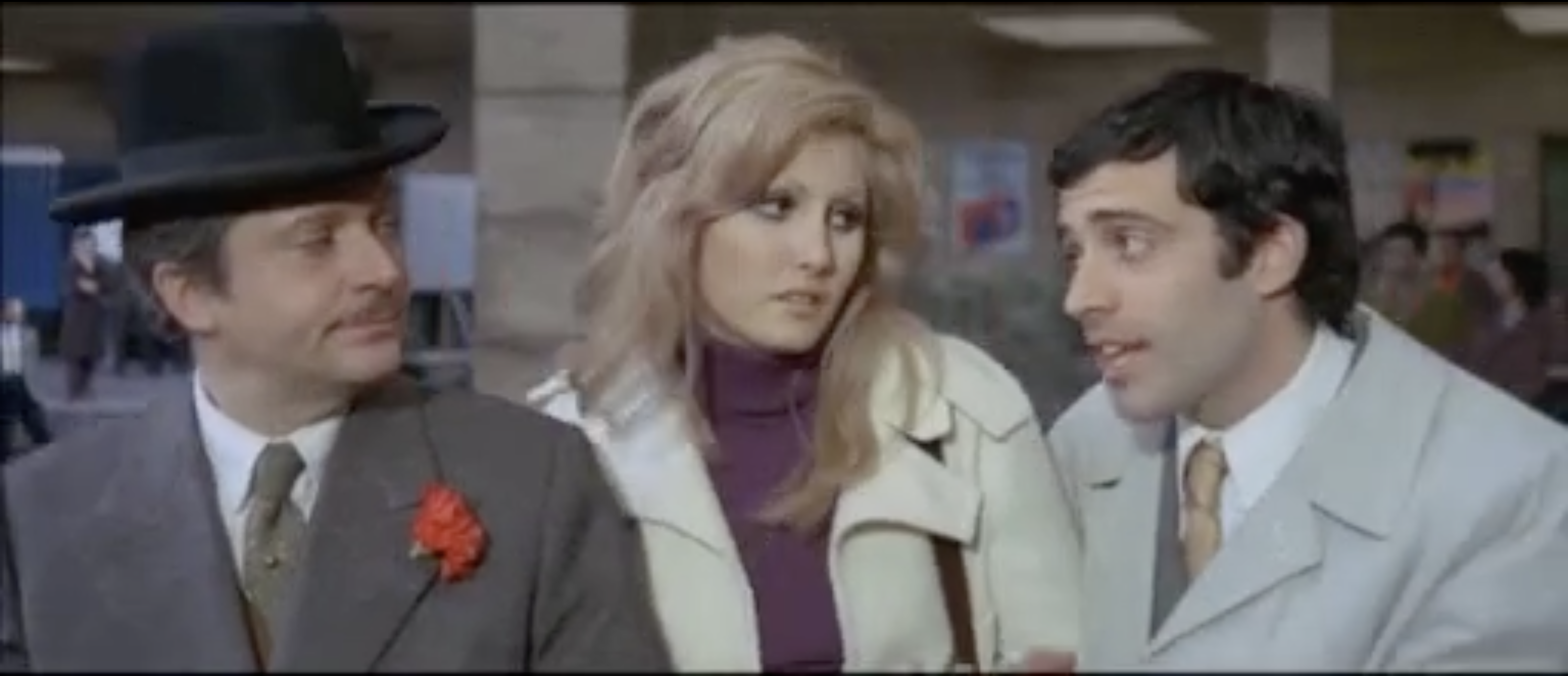
En Il furto è l'anima del commercio!?…, con Pia Giancaro y Enrico Montesano (1971).

- Il furto è l'anima del commercio!?..., de Bruno Corbucci (1971)
- Il terrore con gli occhi storti, de Steno (1972)
- Boccaccio, de Bruno Corbucci (1972)
- Il prode Anselmo e il suo scudiero, de Bruno Corbucci (1972)
- L'altra faccia del padrino, de Franco Prosperi (1973)
- Una matta, matta, matta corsa in Russia, de Franco Prosperi y Eldar Riazánov (1973)

### Televisión
- Il dottor Antonio, de Alberto Casella (1954) - miniserie

## Doblaje
- Valeska Gert y Carlo Pisacane en Giulietta de los espíritus, de Federico Fellini (1965)
- Giuliano Gemma en Boccaccio 70, de Federico Fellini (1962)
- Totò en Tutto Totò - serie de televisión , de Daniele D'Anza (1967)
- Ordenador de a bordo Alpha 7 en Barbarella, de Roger Vadim (1968)

## Obras de teatro radiofónicas
- Ballata italiana, rapsodia radiofónica de Edoardo Anton, música de Raffaele Gervasio, dirigida por Alberto Casella, transmitida el 1 de noviembre de 1953.
- El barbero de Sevilla de Pierre de Beaumarchais, dirigida por Corrado Pavolini, transmitida el 15 de junio de 1954.
- Capitán Fracassa de Théophile Gautier, dirigida por Guglielmo Morandi, transmitida el 1 de mayo de 1958.

## Teatro
- Scanzonatissimo, dirigido por Dino Verde (1963-64/1964-65)
- La voce dei padroni,  dirigido por Garinei y Giovannini (1966)